# محمد فيضي الزهاوي
محمد فيضي الزَّهَاوِيُّ، فقيه ولغوي ومحدث وعالم مسلم من علماء بغداد، ولد في القرن الثامن عشر قبل 1800م، وهو عميد عائلة الزهاوي في بغداد إذ به التحق لقب الزهاوي بتلك الأسرة، وهي أسرة كردية من سلالة بابان، وكان مرجعاً من مراجع العلم ولهُ مؤلفات في العلوم والحكمة والمنطق وعلم الفلك وعلم الكلام كما كان مشهوراً بقوة الذاكرة والحفظ وطلب العلم من صغرهِ وكان يجيد اللغة العربية والكردية والتركية، ولقد كثر طلابهُ ومريديه، ومن تلاميذهِ الشيخ رضا الواعظ، ومن المناصب التي تولاها منصب أمين الفتوى في بغداد، ومن قبل ذلك كان مدرساً في المدرسة العثمانية العلية.
وكان لهُ مجلس عامر في دارهِ ببغداد، في محلة (جديد حسن باشا) يختلف إليه رجالات العلم والأدباء والشعراء، وقد حفظ المعمرون من طلابهِ نوادرهُ الطريفة وأخباره، وروي عنهُ إنه كان يسرح لحيتهِ أمام المرآة ذات يوم فأخذ يخاطب صورتهُ وأنشد مرتجلا:

## نسبه

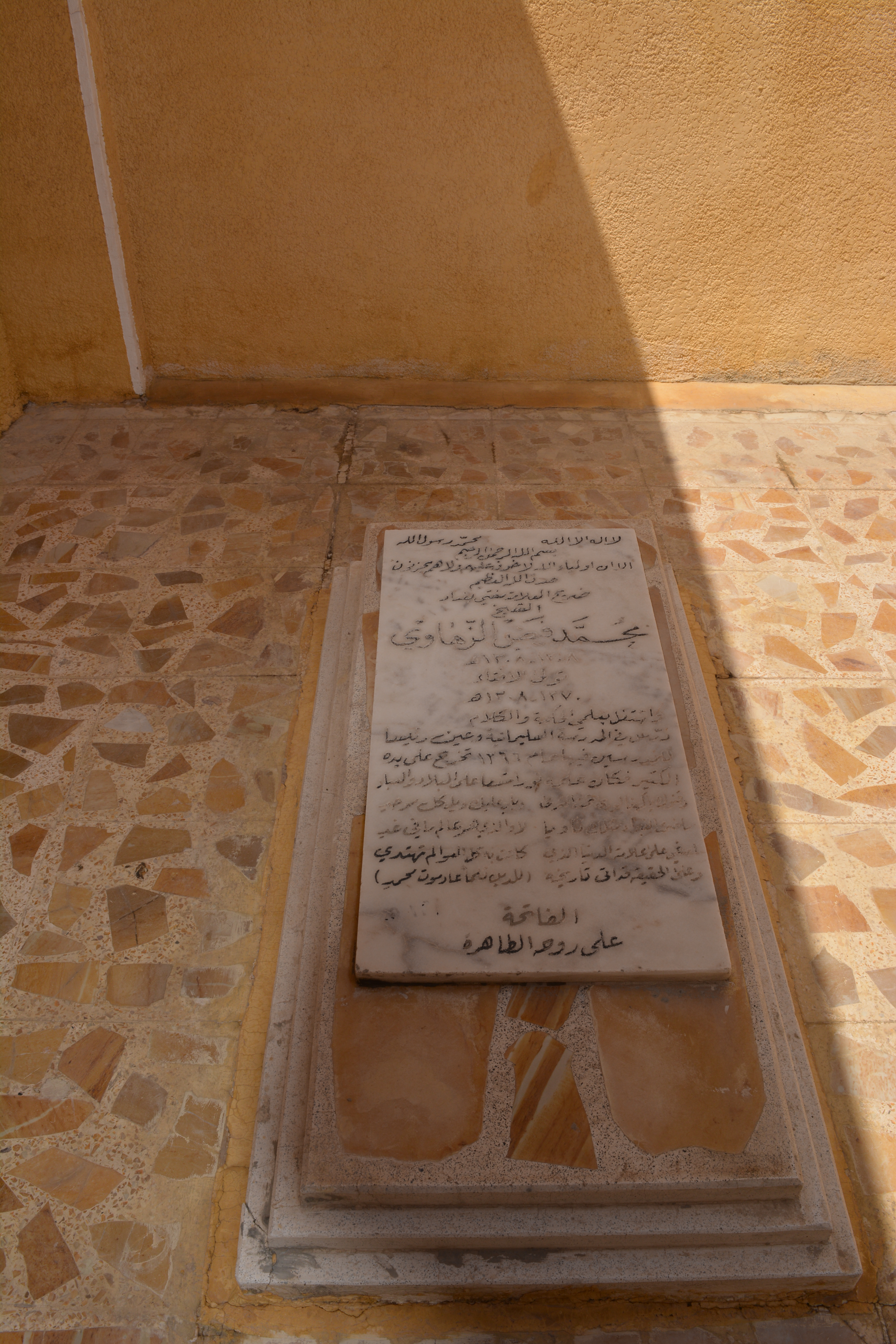
قبر المفتي محمد فيضي الزهاوي في المدرسة السليمانية في بغداد

هو الشيخ محمد فيضي الزهاوي بن الملا أحمد بن حسن بك ابن رستم بن كيخسرو بك بن الأمير سليمان بن أحمد بيك بن بوراق بيك بن خضر بيك بن حسين بك بن الأمير سليمان الكبير رئيس الأسرة البابانية ابن الفقيه الدارشماني البشدري ويلتقي نسبه بالصحابي خالد بن الوليد، حيث هاجر ابيه إلى بلدة زهاو، وهي بلدة في إيران من أعمال كرمانشاه وتزوج بأميرتها ومنها لحق ابنه نسب الزهاوي، ومن أبنائه مفتي الديار العراقية الشيخ محمد سعيد الزهاوي والشاعر جميل صدقي الزهاوي
ومن أحفاده الشيخ أمجد الزهاوي.

## وفاته
توفي الشيخ محمد فيضي الزهاوي في 3 جمادى الأولى من عام 1308 هـ/14 ديسمبر 1890م، عن عمر ناهز التسعين عاماً، ودُفن في ساحة المدرسة السليمانية.